# Powhatan (Luizjana)
Powhatan – wieś w Stanach Zjednoczonych, w stanie Luizjana, w parafii Natchitoches.